# Hylaeus subconstrictus
Hylaeus subconstrictus är en biart som först beskrevs av Cockerell 1922.  Hylaeus subconstrictus ingår i släktet citronbin, och familjen korttungebin. Inga underarter finns listade i Catalogue of Life.